# Chesterite
La chesterite (ou chestérite) est un minéral silicaté rare qui peut être comparé aux amphiboles, aux micas et à la jimthompsonite. Sa formule chimique est (Mg,Fe)17Si20O54(OH)6. Elle tire son nom de Chester, dans le Vermont, où elle a été décrite pour la première fois en 1977. Le cadre géologique spécifique à son origine (localité type) est la carrière de talc Carleton à Chester, Vermont. L'IMA lui attribue le symbole Chs. 
La chesterite a un système cristallin orthorhombique, et par conséquent trois axes cristallographiques de longueur inégale. Tous les axes sont perpendiculaires entre eux. La séquence d'empilement de la chesterite, qui se trouve dans les micas, est très similaire aux orthopyroxènes et aux orthoamphiboles,. Elle est dimorphe de la clinochesterite. C'est aussi un minéral anisotrope ; par conséquent, il permet à la lumière de le traverser à différentes vitesses lorsqu'il est vu sous différents angles. Il se trouve généralement en couches minces au sein de roches ultramafiques. 
L'anthophyllite pourrait être un polytype de la chesterite en raison de sa structure cristalline similaire. Utilisée pour la recherche sur les formations d'empilement et les groupes de points de symétrie qui pourraient être d'éventuels polymorphes ou polysomes des groupes amphibole-anthophyllite, la chesterite n'a pas d'utilisation directe. Certains géologues ou scientifiques la classent généralement dans le groupe des amphiboles-anthophyllites.

## Environnement et gisements
La chestérite se trouve dans la roche noire entre les zones de chlorite et d'actinolite d'un corps ultramafique métamorphosé où elle est associée à la jimthompsonite, la clinojimthompsonite, l'anthophyllite, la magnétite, le talc, et la pyrite.
Les gisements de la chestérite sont rares aussi. Selon la base de données Mindat.org, ils sont au nombre de 8 dans le monde, dont 2 en Suisse.

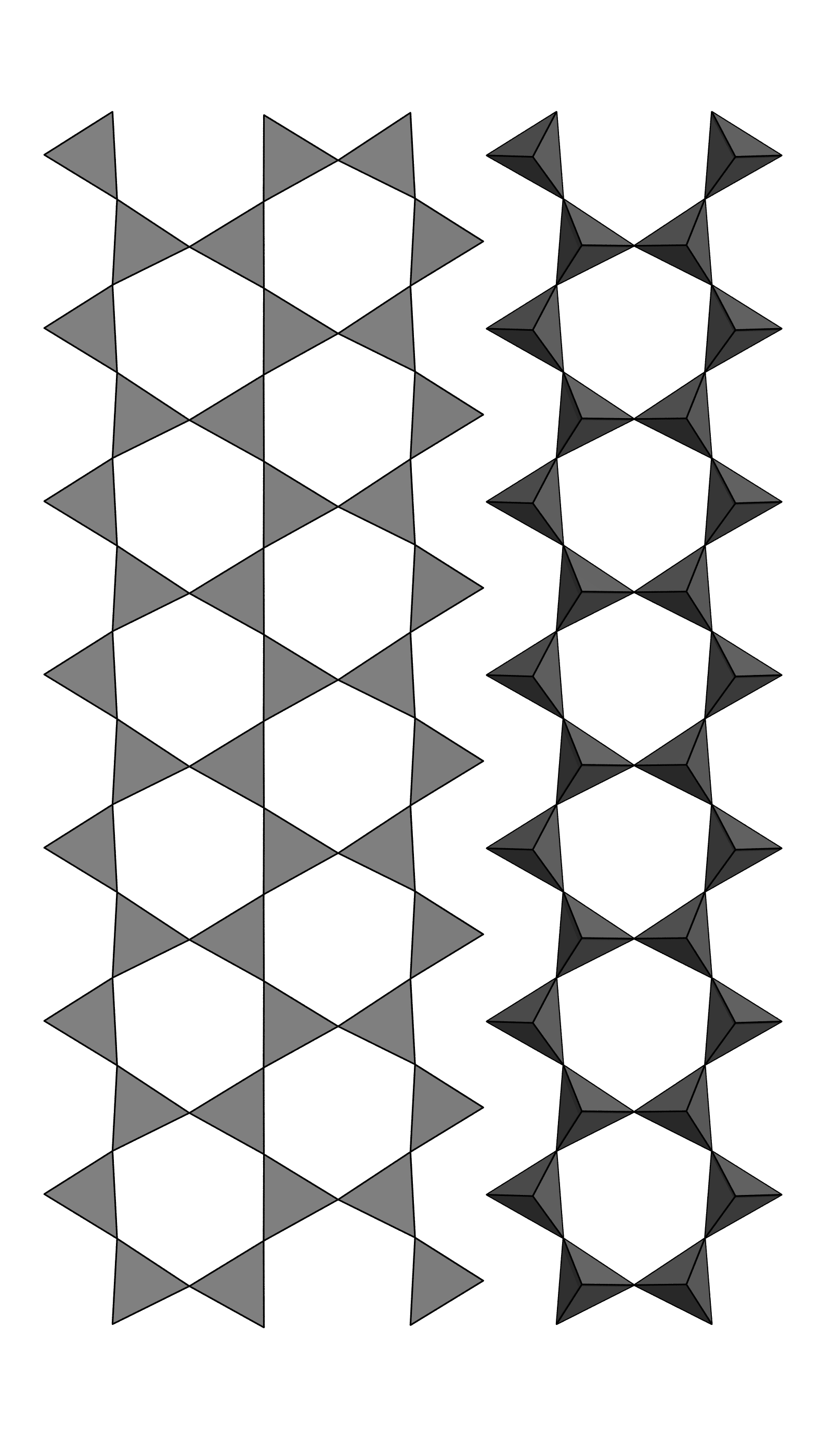
Chaînes mixtes non ramifiées doubles et triples dans la chesterite.